# Lucie Hollmann
Lucie Frieda Hollmann (* 23. August 1993 in Berlin) ist eine deutsche Schauspielerin.

## Leben
Lucie Hollmann wurde im Frühjahr 2005 beim Casting für den Kinofilm TKKG – Das Geheimnis um die rätselhafte Mind-Machine entdeckt, wo sie zum ersten Mal für eine Rolle vorsprach und prompt in die engere Auswahl für die Rolle der Gaby Glockner kam. Da die Produktionsfirma zeitgleich auch die Kinderbuchverfilmung Die Wilden Hühner vorbereitete, wurde sie ebenfalls für die Rolle der Anführerin Sprotte gecastet. Schließlich bekam sie aber die Rolle der Frieda, die sie auch in den Fortsetzungsfilmen Die Wilden Hühner und die Liebe sowie Die Wilden Hühner und das Leben übernahm. In dem Jugenddrama Mein Freund aus Faro, das 2008 mit dem SR/ZDF-Drehbuchpreis ausgezeichnet wurde, spielte sie die Ensemble-Hauptrolle Jenny. Ihre erste tragende Hauptrolle spielte Lucie in dem Kurzfilm Mit sechzehn bin ich weg von Mark Monheim, der mit dem First Steps Award 2008 ausgezeichnet wurde.
Lucie Hollmann lebt in Berlin. Sie absolvierte dort am Canisius-Kolleg 2012 ihr Abitur. 2009 lebte sie während eines Austauschjahrs in Costa Rica. 2019 war sie neben Andreas Dresen und Moritz Jahn Mitglied in der Wettbewerbsjury beim Bundesfestival junger Film in St. Ingbert.

## Filmografie (Auswahl)
- 2006: Die Wilden Hühner
- 2007: Die Wilden Hühner und die Liebe
- 2008: Mein Freund aus Faro
- 2008: Mit sechzehn bin ich weg (Kurzfilm)
- 2009: Die Wilden Hühner und das Leben
- 2010: Der Doc und die Hexe (Fernsehfilm)
- 2011: SOKO 5113 (Fernsehserie, Episode Schlussapplaus)
- 2011: Tage, die bleiben
- 2013: Bella Familia – Umtausch ausgeschlossen (Fernsehfilm)
- 2013: Und alle haben geschwiegen (Fernsehfilm)
- 2014: Bella Casa – Hier zieht keiner aus! (Fernsehfilm)
- 2014: Küstenwache (Fernsehserie, Episode Wink des Schicksals)
- 2014: Bella Amore – Widerstand zwecklos (Fernsehfilm)
- 2015: SOKO Wismar (Fernsehserie, Episode Der letzte Gast)
- 2017: Polizeiruf 110: Dünnes Eis
- 2017: In aller Freundschaft – Die jungen Ärzte (Fernsehserie, Episode Augenhöhe)
- 2017: LOMO – The Language of Many Others
- 2018:  Kroymann (Satiresendung, 1 Folge)
- 2019: Tatort: Der Pakt
- 2019: Der Usedom-Krimi: Mutterliebe
- 2020: Sechs auf einen Streich: Helene, die wahre Braut (Fernsehfilm)
- 2021: Auster
- 2023: SOKO Leipzig (Fernsehserie, Episode Schmerzgrenze)
- 2024: Blutige Anfänger (Fernsehserie, Episode Feuerwerk)